# Lilla Idgölen
Lilla Idgölen är en sjö i Vimmerby kommun i Småland och ingår i Motala ströms huvudavrinningsområde. Lilla Idgölen ligger i Norra Kvills Natura 2000-område.